# Dejan Rađenović
Dejan Rađenović (in serbo Дејан Рађеновић?; Belgrado, 8 maggio 1975) è un allenatore di calcio ed ex calciatore serbo, di ruolo centrocampista.

## Palmarès

### Giocatore

#### Competizioni nazionali
- Campionato jugoslavo: 1

Partizan: 1992-1993
- Coppa di Serbia e Montenegro: 1

Železnik: 2004-2005